# National Museum of Women in the Arts

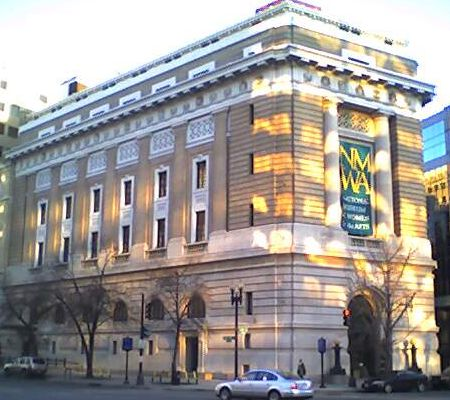
National Museum of Women in the Arts

Het National Museum of Women in the Arts in Washington D.C. aan New York Avenue, afgekort tot NMWA, is een museum toegewijd aan de verwezenlijkingen van vrouwen in de beeldende, uitvoerende en literaire kunsten. NMWA werd in 1981 opgericht door Wallace en Wilhelmina Holladay. Sinds de opening van het museum in 1987 heeft het een collectie van meer dan 3500 schilderijen, beeldhouwwerken werken op papier en decoratieve kunst verworven.

## Geschiedenis
Tijdens hun buitenlandse reizen bewonderden Wilhelmina Cole Holladay en Wallace F. Holladay een 17e-eeuws stilleven van Clara Peeters, een Vlaamse schilderes. Toen ze later informatie over Clara Peeters zochten, bleek dat het toonaangevende academische werk over kunstgeschiedenis History of Art van H.W. Janson noch haar, noch enig andere vrouwelijke kunstenaar vermeldde. De Holladays besloten daarop in 1960 om kunstwerken van vrouwen als basis voor hun kunstcollectie te nemen. Vanaf 1980 organiseerden de Holladays geleide bezoeken in hun eigen woning. Hun privécollectie vormde de kern van de permanente kunstverzameling van NMWA, dat in november 1981 als een privémuseum zonder winstoogmerk werd opgericht.

### Gebouw
In 1983 kocht NMWA een voormalige tempel van de vrijmetselaars, op een boogscheut van het Witte Huis, om de kunstwerken in onder te brengen. Het hoofdgebouw, dat was ontworpen door de architect Waddy B. Wood, werd in 1908 afgewerkt. Het oorspronkelijke gebouw staat geklasseerd als historische site in Washington D.C. op de Inventory List of Historical Sites en op de National Register of Historic Places. Na uitgebreide vernieuwingen opende het museum op 7 april 1987 zijn deuren voor het publiek. Op 8 november 1997 werd de nieuwe Elizabeth A. Kasser-vleugel in gebruik genomen, wat de oppervlakte van het volledige complex van 7322 m² naar 7814 m² bracht.

### Wilhelmina Cole Holladay
Wilhelmina Cole Holladay is de stichter en voorzitter van de Raad van Bestuur van het National Museum of Women in the Arts. Sedert ze ontdekte dat vrouwelijke kunstenaars historisch gezien werden weggelaten uit academische kunsthistorische teksten, maakte Holladay het haar missie om de verwezenlijkingen van vrouwen van allerlei nationaliteiten en uit verschillende periodes in de tijd op de voorgrond te brengen via het verzamelen, tentoonstellen en onderzoeken van het hun werk.
Holladay richtte individuele commissies op met meer dan duizend vrijwilligers uit zevenentwintig staten en zeven landen om onderwijskansen te geven aan kinderen via samenwerking met scholen en andere communautaire groepen (onder andere de Girl Scouts of America). Tevens wilde ze mogelijkheden bieden aan volwassenen om daaraan deel te nemen en kunst in lokale gemeenschappen overal ter wereld aan te moedigen.
Holladays belangstelling voor kunst ontstond tijdens haar studententijd aan het Elmira College in Elmira (New York), waar ze kunstgeschiedenis studeerde en aan de Sorbonne in Parijs. Ze kreeg veel erkenning voor haar werk in de kunstgemeenschap. Zo ontving ze in 2006 de National Medal of Arts in de Verenigde Staten en de Legioen van Eer van de Franse regering. In 2007 kreeg Holladay de Golden Medal for the Arts van de National Arts Club in New York.

## Collectie
De permanente collectie bevat momenteel werken van bijna 1000 kunstenaars. Onder de vroegste werken is Portret van een Edelvrouw uit ca. 1580 van Lavinia Fontana. Andere kunstenaars die er zijn vertegenwoordigd, omvatten:
- Magdalena Abakanowicz
- Louise Bourgeois
- Lola Álvarez Bravo
- Rosalba Carriera
- Mary Cassatt
- Elizabeth Catlett
- Louisa Courtauld
- Petah Coyne
- Louise Dahl-Wolfe
- Elaine de Kooning
- Lesley Dill
- Helen Frankenthaler
- Marguerite Gérard
- Nan Goldin
- Nancy Graves
- Grace Hartigan
- Frida Kahlo
- Angelika Kauffmann
- Käthe Kollwitz
- Lee Krasner
- Marie Laurencin
- Judith Leyster
- Maria Martinez
- Maria Sibylla Merian
- Joan Mitchell
- Gabriele Münter
- Elizabeth Murray
- Alice Neel
- Louise Nevelson
- Georgia O'Keeffe
- Sarah Miriam Peale
- Clara Peeters
- Lilla Cabot Perry
- Jaune Quick-to-See Smith
- Rachel Ruysch
- Elisabeth Sirani
- Joan Snyder
- Lilly Martin Spencer
- Alma Thomas
- Suzanne Valadon
- Chakaia Booker
- Elisabeth Louisa Vigée-Lebrun

## Tentoonstellingen
Vanaf het begin in 1987 met American Women Artists, 1830-1930, heeft het NMWA meer dan 200 tentoonstellingen gehouden, waaronder:
- Julie Taymor: Playing With Fire (16/11/2000 – 04/02/2001)
- Grandma Moses in the 21st century (15/03/2001 – 10/06/2001)
- Places of Their Own: Emily Carr, Georgia O’Keeffe and Frida Kahlo (08/02/2002 – 12/05/2002)
- An Imperial Collection: Women Artists from the State Hermitage Museum (14/02/2003 – 18/06/2003)
- Nordic Cool: Hot Women Designers (23/04/2004 – 12/09/2004)
- Berthe Morisot: An Impressionist and Her Circle (14/01/2005 – 08/05/2005)
- Alice Neel’s Women (28/10/2005 – 15/01/2006)
- Divine and Human: Women in Ancient Mexico and Peru (03/03/2006 – 28/05/2006)
- Dreaming Their Way: Australian Aboriginal Women (30/06/2006 – 24/09/2006)